# Saïgon, l'été de nos 20 ans

Saïgon, l'été de nos 20 ans est un téléfilm français en deux parties réalisé par Philippe Venault et diffusé le 17 décembre 2011 sur France 3.

## Synopsis
En 1949, trois amis d'enfance âgés de 20 ans, quittent leur village natal de Charente-Maritime pour l'Indochine. Alors qu'ils découvrent l'amour, ils se retrouvent pris dans la tourmente de la guerre d'Indochine.

## Fiche technique
- Réalisation : Philippe Venault
- Scénario : Jacques Forgeas et Philippe Venault
- Image : Yves Lafaye
- Costumue: Jean-Daniel Vuillermoz
- Musique : Charles Court
- Sociétés de production : Cinétévé, France Télévisions
- Pays :  France
- Durée : 2 × 1 h 35 minutes
- Date de diffusion : 17 décembre 2011 sur France 3

## Distribution
- Théo Frilet : Philippe de Beauséjour
- Clovis Fouin : Gérard Fougeray
- Adrien Saint-Joré : Pedro Galindez
- Audrey Giacomini : Phuong
- Barbara Probst : Fabienne
- Samuel Labarthe : Édouard de Beauséjour
- Thibault de Montalembert : le colonel Imbert
- Gaëlle Bona : Sophie

## Tournage
Le tournage s'est déroulé du 10 février au 4 mai 2011 en Charente-Maritime à Tonnay-Charente, Montendre et Saint-Maigrin, ainsi qu'au Cambodge.